# Izraelská skautská federace

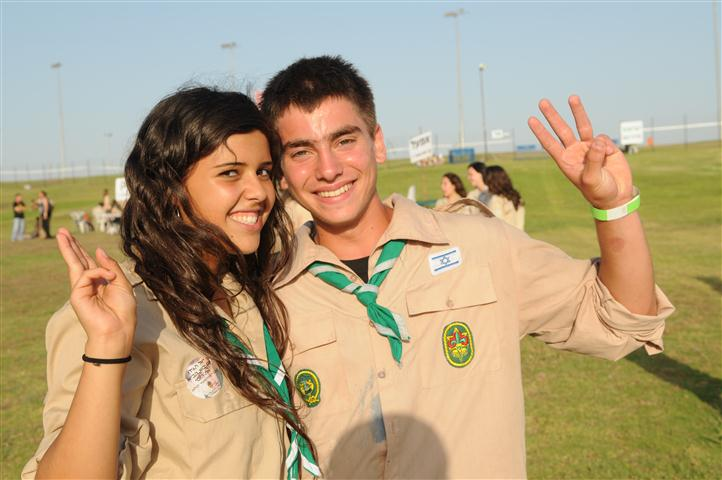
Izraelští skauti v krojích

Izraelská skautská federace (hebrejsky: התאחדות הצופים והצופות בישראל, Hit'achdut ha-cofim ve-ha-cofot be-Jisra'el) je izraelská národní skautská organizace, známá v hebrejštině zkráceně jako Cofim. Jde o smíšenou organizaci, mezi jejíž činnosti patří například táboření, sportovní aktivity a komunitní práce. Na rozdíl od jiných skautských programů tento, podobně jako jiné izraelské mládežnické organizace, připravuje své členy na farmaření. V minulosti izraelští skauti založili několik kibuců. Federaci tvoří celkem šest členských organizací:
- Arabská školská skautská asociace
- Drúzská skautská asociace
- Židovské skautské hnutí
- Katolická skautská asociace
- Izraelsko-arabská skautská asociace
- Ortodoxní skautská asociace

První cofim vznikly v roce 1920 a do Světové organizace skautského hnutí byla izraelská skautská organizace přijata v roce 1951, několik let po vzniku Izraele.